# La Cogulla (Conca de Dalt)
La Cogulla és el punt més alt del Serrat de l'Agranador, en el terme municipal de Conca de Dalt, dins de l'antic terme d'Hortoneda de la Conca, del Pallars Jussà.
És a la part sud-oriental del terme, al nord d'Herba-savina. En el seu vessant septentrional s'estén l'Obaga de la Cogulla, i a l'occidental, la Solana de la Gavarnera. En el seu vessant oriental es troba la partida de la Cogulla.